# Un monde (bande dessinée)
Un monde est une collection de bandes dessinées couleur des éditions Casterman. Les auteurs participants à cette collection sont des auteurs souvent reconnus, avec des particularités fortes. Le format adopté par cette collection est un grand format (24x32 cm) sous un façonnage cartonné. Elle débute en 2001 pour se terminer en 2006.